# Первомайская улица (Новосибирск)
Первомайская улица (до 1961 — Шоссе) — улица в Первомайском районе Новосибирска. Пролегает вдоль железнодорожных путей Транссибирской магистрали. Одна из самых протяжённых улиц города (около 7000 м).

## История

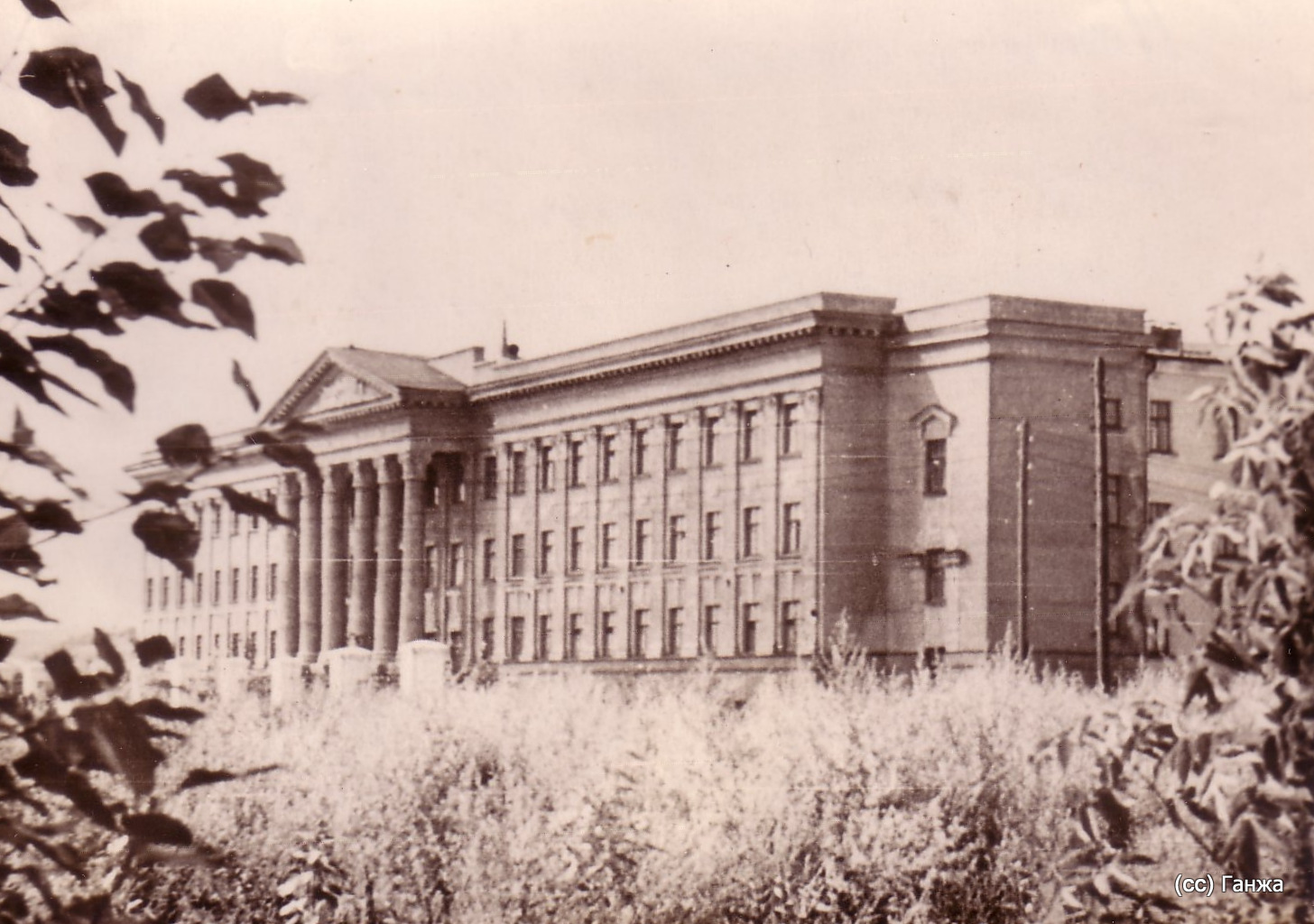
Здания электромеханического техникума в 1960-х годах.

В 1930 на Первомайской улице построен дом № 17.
В 1933 году введена в эксплуатацию станция Эйхе (совр. Инская), закончено строительство дома № 9.
В 1934 году построены дома №№ 86, 88, 90, 92, в 1935 — №№ 13 и 94, в 1936 — №№ 21, 72, 74, 76, 78, в 1937 — № 25.
В 1941 году постановкой пьесы «Платон Кречет» Александра Корнейчука был открыт Дом культуры имени Кагановича, здание было построено на углу улиц Эйхе и Первомайской.
С октября 1941 по март 1943 года в здании технического лицея № 128 (ул. Первомайская № 96) располагались эвакогоспитали №№ 3477 и 3620, в память о которых на здании установлена мемориальная доска.
В 1943 году создан Инской техникум железнодорожного транспорта (Электромеханический колледж транспортного строительства).
В 1950 году на месте кондукторского резерва и столовой №15, располагавшихся в строениях барачного типа, был построен стадион «Локомотив».
В 1958 году открыт ПКиО «Первомайский», расположенный между Первомайской и Маяковской улицами.

## Достопримечательности
- Пирожковая в доме № 156 — заведение общественного питания, открытое предположительно в 1960-х годах. Интерьер остался практически в неизменном виде[7]. Закрылась в 2020 году.

- Дом молодежи Первомайского района

- Музей Первомайского района

- Сквер в честь победы в Великой Отечественной войне

- ПКиО «Первомайский»

- Ледовый спортивный комплекс «Локомотив»[8]

- Памятник-паровоз ФД20-2610[9]

## Образовательные учреждения
- Технический лицей-интернат № 128
- Новосибирский электромеханический колледж

## Транспорт

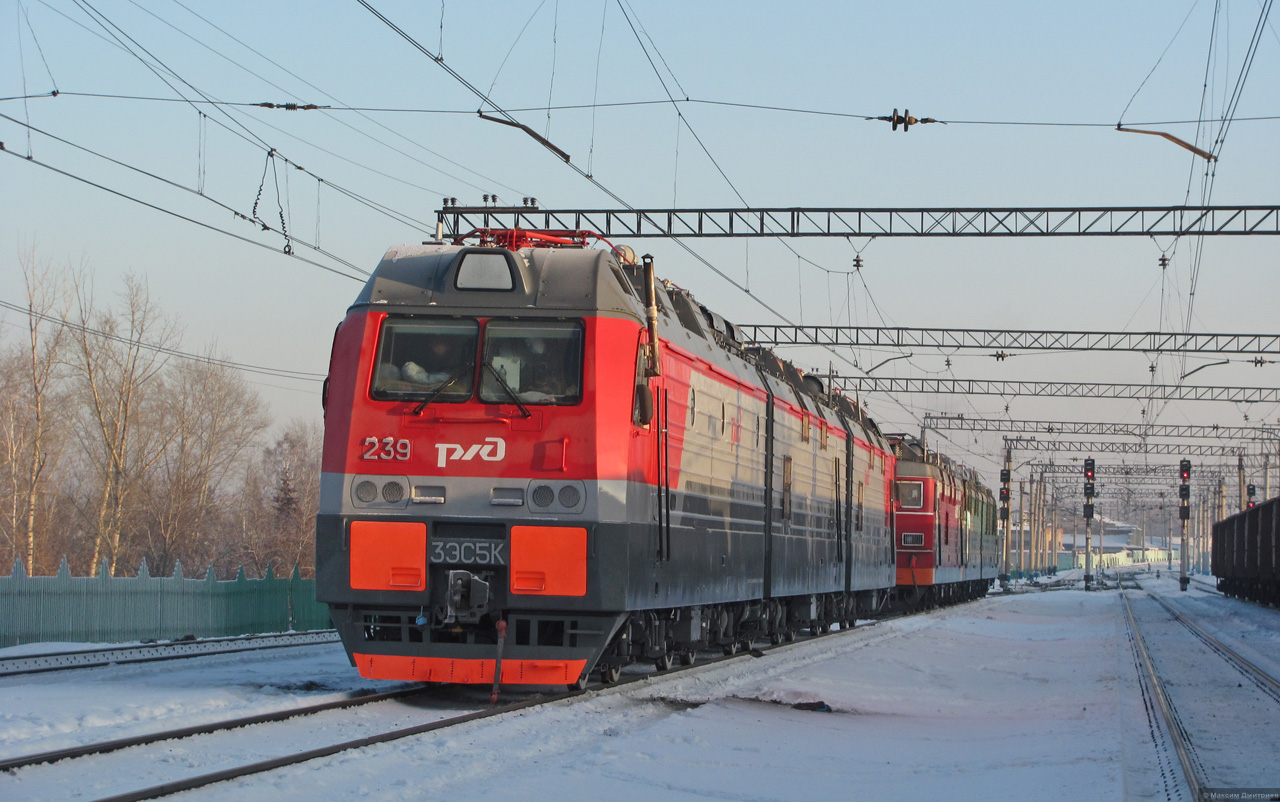
Электровоз 3ЭС5К-239 на Инской станции.

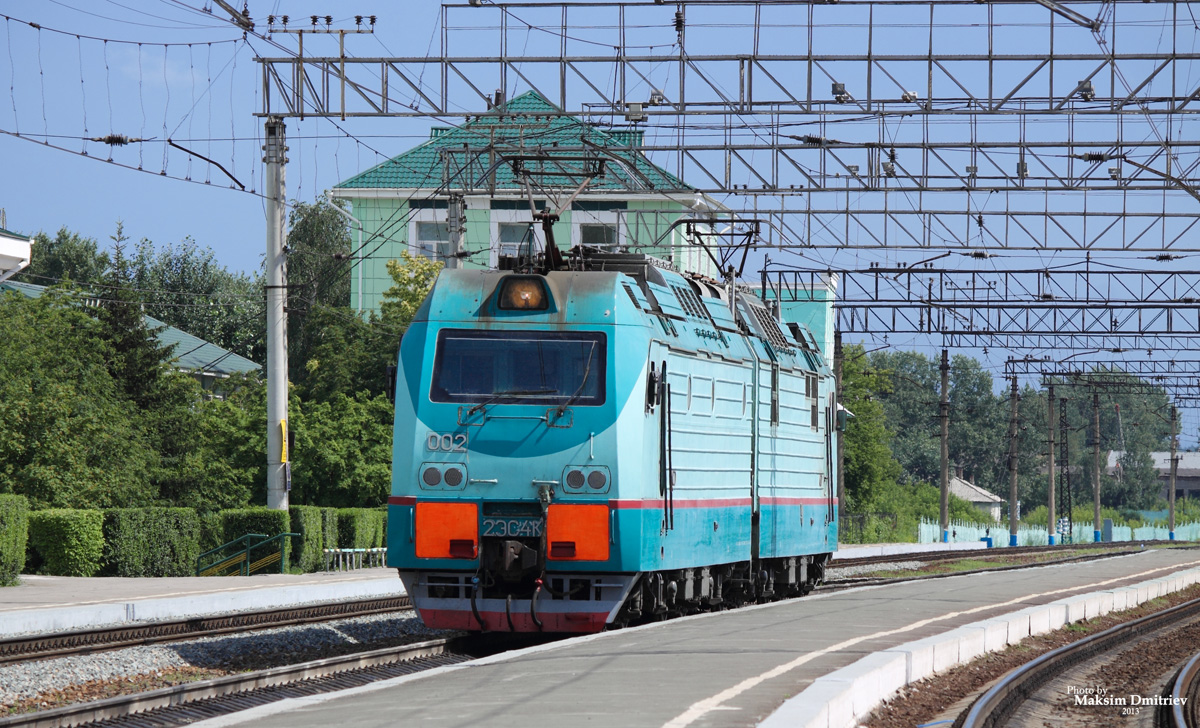
Грузовой электровоз 2ЭС4К. Инская станция.

### Железнодорожный
В границах Инской станции расположены три пассажирские остановочные платформы:
- «Новогодняя»
- «Первомайская»
- «Инская»

### Наземный
На улице расположены 7 остановок наземного транспорта, обслуживаемые автобусами и маршрутными такси:
- «Электромеханический колледж»
- «Чапаева»
- «Баумана»
- «Первомайская»
- «Дом молодёжи»
- «Станция Инская»
- «Стрелочная»
- «Инская УМ-3».

## Галерея

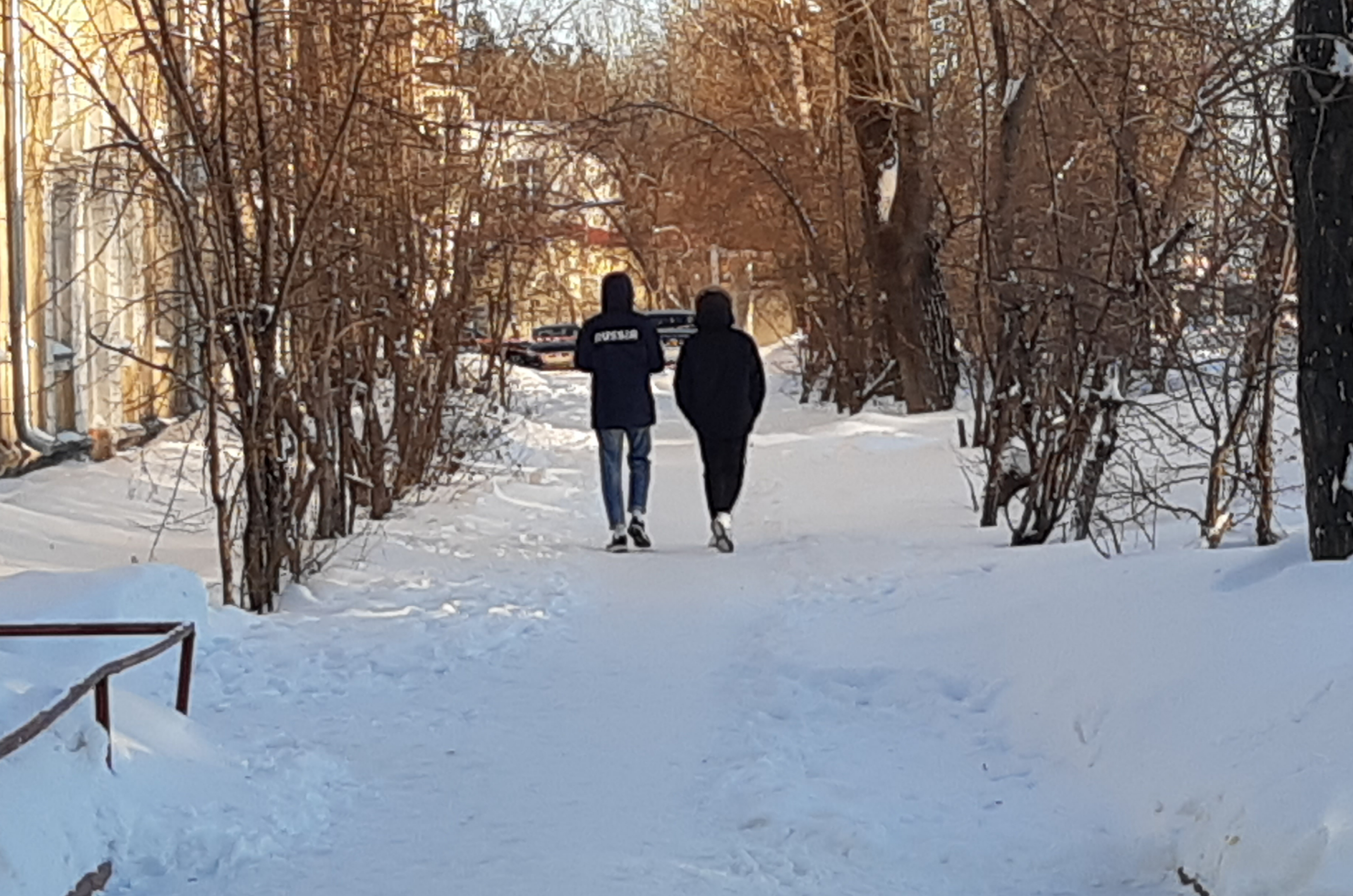
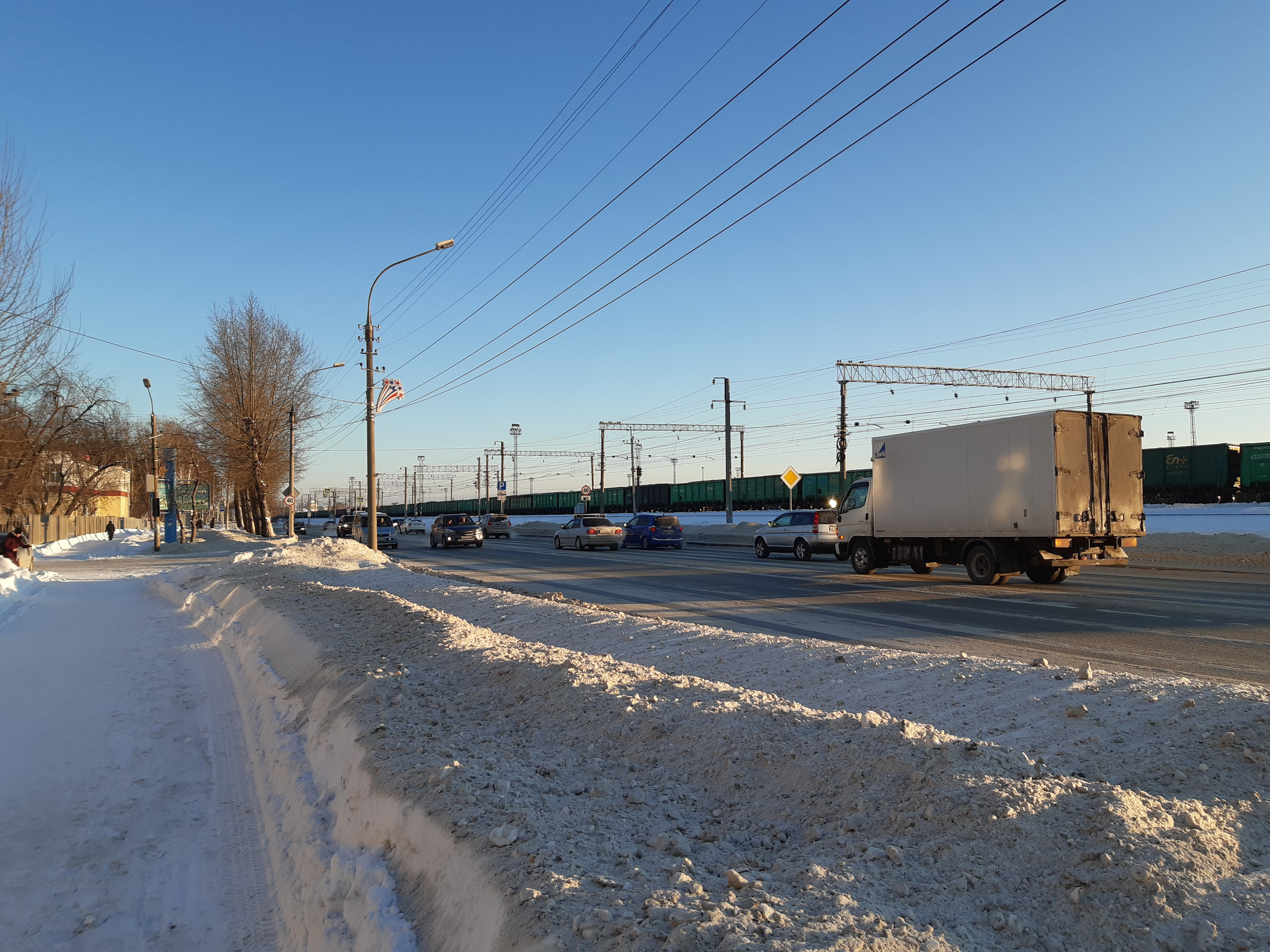
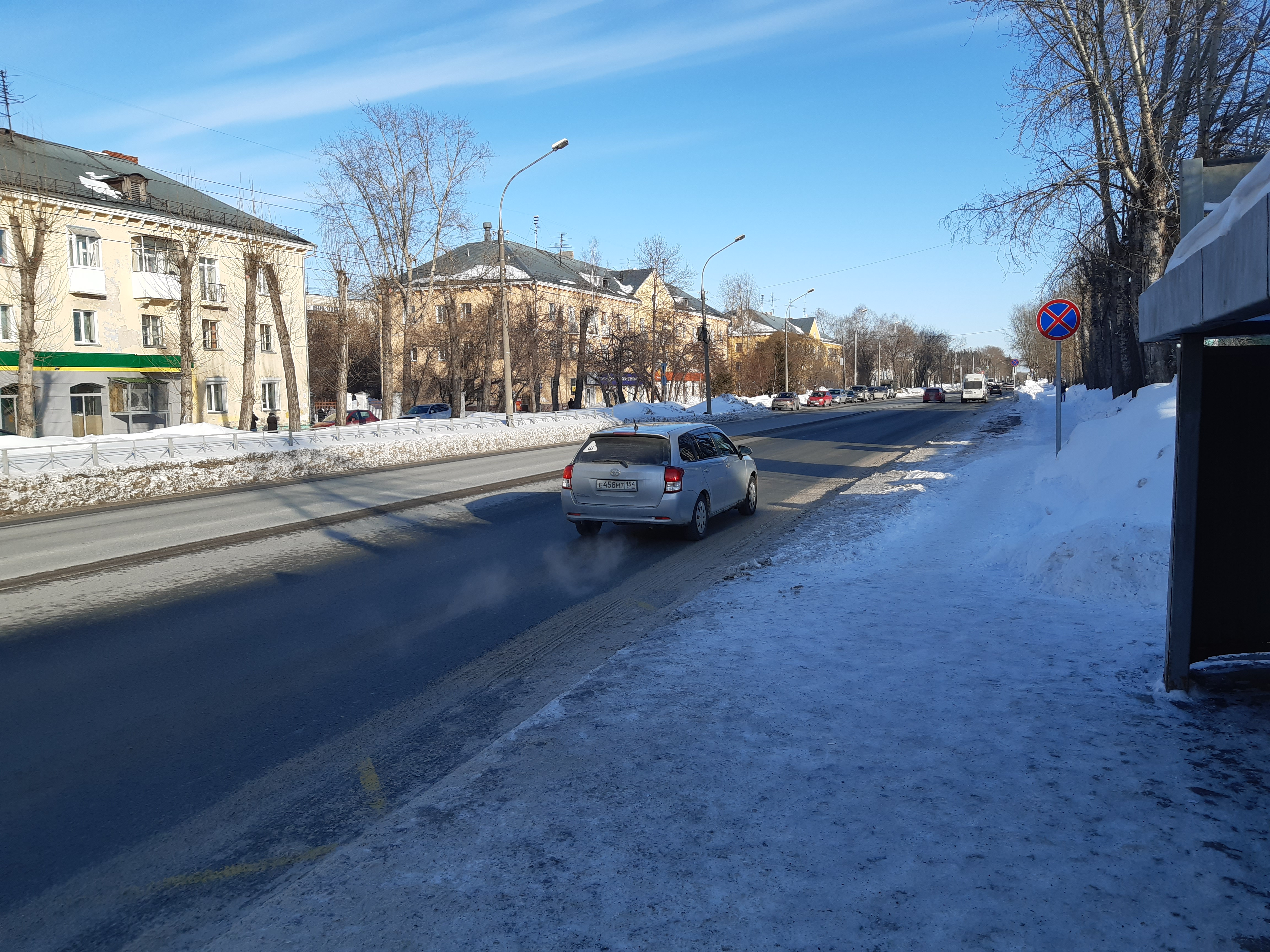